# كريستين أوت
كريستين أوت (بالفرنسية: Christine Ott)‏ هي عازفة الجاز وعازفة بيانو وملحنة فرنسية، ولدت في 10 أغسطس 1963 في ستراسبورغ في فرنسا.

## وصلات خارجية
- الموقع الرسمي
- كريستين أوت على موقع IMDb (الإنجليزية)
- كريستين أوت على موقع ميوزك برينز (الإنجليزية)
- كريستين أوت على موقع أول ميوزيك (الإنجليزية)
- كريستين أوت على موقع ديسكوغز (الإنجليزية)